# 非裔敍利亞人
非裔敘利亞人，是指具有黑非洲血統的敘利亞人。他們幾乎完全生活在德拉省西南部和戈蘭高地，只有少數人生活在敘利亞其他地區和世界其他地區。在德拉省之外，他們的存在幾乎是不為人知，也沒有具體人數。

## 歷史
非裔敘利亞人有許多不同的起源，最常見的是阿拉伯奴隸貿易，伊斯蘭黃金時代定居敘利亞的黑人穆斯林，另一些獲得敘利亞公民身份的非洲難民，以及與當地非洲人混合的非洲敘利亞難民，再則就是在敘利亞人和黑人之間跨種族婚姻 的混血兒。
蘇丹被列為非裔敘利亞人最常見的祖先地，蘇丹和敘利亞自伊斯蘭教傳播以來就有聯繫，蘇丹境內的敘利亞難民和敘利亞境內的蘇丹難民人數迅速增加。大多數非裔敘利亞人在敘利亞內戰期間落入伊斯蘭國的統治之下。大馬士革存在一個什葉派非裔敘利亞人社區。許多非裔巴勒斯坦人也居住在敘利亞的難民營中。
非裔敘利亞人的存在在德拉鮮為人知，在敘利亞其他地區基本上不為人知。非裔敘利亞人高度集中在德拉西南部。他們是最小的非洲裔阿拉伯群體。除了戰爭和佔領之外，非裔敘利亞人還遭受著嚴重的種族主義和歧視，包括根本沒有任何代表權。他們的人口不詳，也從未被記錄過。